# Utricularia biloba
Utricularia biloba — вид рослин із родини пухирникових (Lentibulariaceae).

## Біоморфологічна характеристика
Вид названий через його нижню віночкову губу, яка розділена на дві частки. Квітки цього виду середнього розміру, забарвлені в пурпуровий колір. Область піднебіння має жовті плями біля середини. У деяких квітках білі смуги простягаються вниз від жовтих плям. Верхня віночкова губа велика і нависає над піднебінням. Шпора віночка широка кремового забарвлення з пурпуровими плямами внизу. За деяких умов цей вид, як відомо, утворює складні розгалужені столони, тонкі й трав'янисті.

## Середовище проживання
Ендемік східної частини Австралії (Новий Південний Уельс, Квінсленд).
Цей вид росте на околицях прісноводних озер, оточених лісом Мелалеука; на висотах від 0 до 100 метрів.

## Використання
Цей вид культивується невеликою кількістю ентузіастів роду, комерційна торгівля незначна.